# Mathildr
Mathildr (Eigenschreibweise mathildr) ist eine App zur Darstellung von Mengen, die einen barrierefreien Zugang zum dezimalen Zahlensystem eröffnen soll. Sie findet vorrangig im mathematischen Anfangsunterricht Einsatz. Ihr Herausgeber ist der Verein Guter Unterricht für alle e. V. Die App ist kostenfrei in Versionen für Android, iOS, Fire OS und Windows verfügbar.

## Hintergrund
Die Entwicklung der App basiert auf den Ergebnissen einer Studie der Universität Hamburg, die sich mit Lernbesonderheiten von Menschen mit Trisomie 21 befasst. Laut der Studie verfügen Menschen mit Trisomie 21 über eine geringere Fähigkeit der Simultanerfassung. Die App setzt sich das Ziel, Zahlbilder auch Menschen mit einer geringeren Fähigkeit der Simultanerfassung zugänglich zu machen. Anstelle der etablierten Darstellungsformen von Mengen in Fünfer- und Zehnerbündelungen (Kraft der Fünf) soll dies durch ein bestimmtes System der Darstellung in Zweierbündelung gewährleistet werden. Der Entwickler Torben Rieckmann veröffentlichte die App am 15. Januar 2016. Sie wurde ausgezeichnet mit dem Cornelsen Zukunftspreis 2018 (Platz 3), dem Inklusionspreis Niedersachsen 2019 (Platz 1, Ehrenamtspreis) und dem Comenius EduMedia-Siegel 2019.

## Funktionsumfang
Die App ermöglicht das Erstellen von Zahlbildern wahlweise in den Zahlenräumen von 0 bis 4, von 0 bis 10 und von 0 bis 20. Optional zeigt sie die entsprechende Ziffer an. Darüber hinaus dient sie als Tool zur Veranschaulichung von Additions- und Subtraktionsaufgaben in den entsprechenden Zahlenräumen. Das Stellen von Aufgaben und die Möglichkeit einer Ergebniskontrolle sind nicht in die App implementiert. Methodisch-didaktische Hinweise zur systematischen Verwendung der App stellt der Entwickler auf der zugehörigen Webseite zur Verfügung.